# James Fox
James Fox é um ator e cantor britânico. Participou de diversos filmes como A Fantástica Fábrica de Chocolate como Sr.Salt e Performance como Chas

## Vida pessoal
Fox nasceu em 19 de maio de 1939 em Londres, é o segundo filho do agente teatral Robin Fox e da atriz Angela Worthington. Seu irmão mais velho é o também ator Edward Fox e seu irmão mais novo é o produtor de cinema Robert Fox
Fox se casou com Mary Elizabeth Piper em setembro de 1973, com quem teve cindo filhos: Robin, Thomas, Laurence, Jack e uma filha, Lydia. Piper morreu em sua casa em 19 de abril de 2020